# Riesi Nero d'Avola
Il  Riesi Nero d'Avola  è un vino a DOC che può essere prodotto nei comuni di Riesi, Butera, Mazzarino, tutti in provincia di Caltanissetta.

## Vitigni con cui è consentito produrlo
- Nero d'Avola minimo 85%,
- altri vitigni a bacca rossa, non aromatici, idonei alla coltivazione per la provincia di Caltanissetta, fino ad un massimo del 15%.

## Tecniche produttive
Il vino Riesi Nero d'Avola deve essere invecchiato per almeno quattro mesi (a decorrere dal 10 novembre dell'anno della vendemmia).

## Caratteristiche organolettiche
- colore: rosso rubino intenso;
- profumo: delicato, caratteristico;
- sapore: asciutto, pieno, moderatamente tannico;

## Produzione
Provincia, stagione, volume in ettolitri